# Low Pin Count

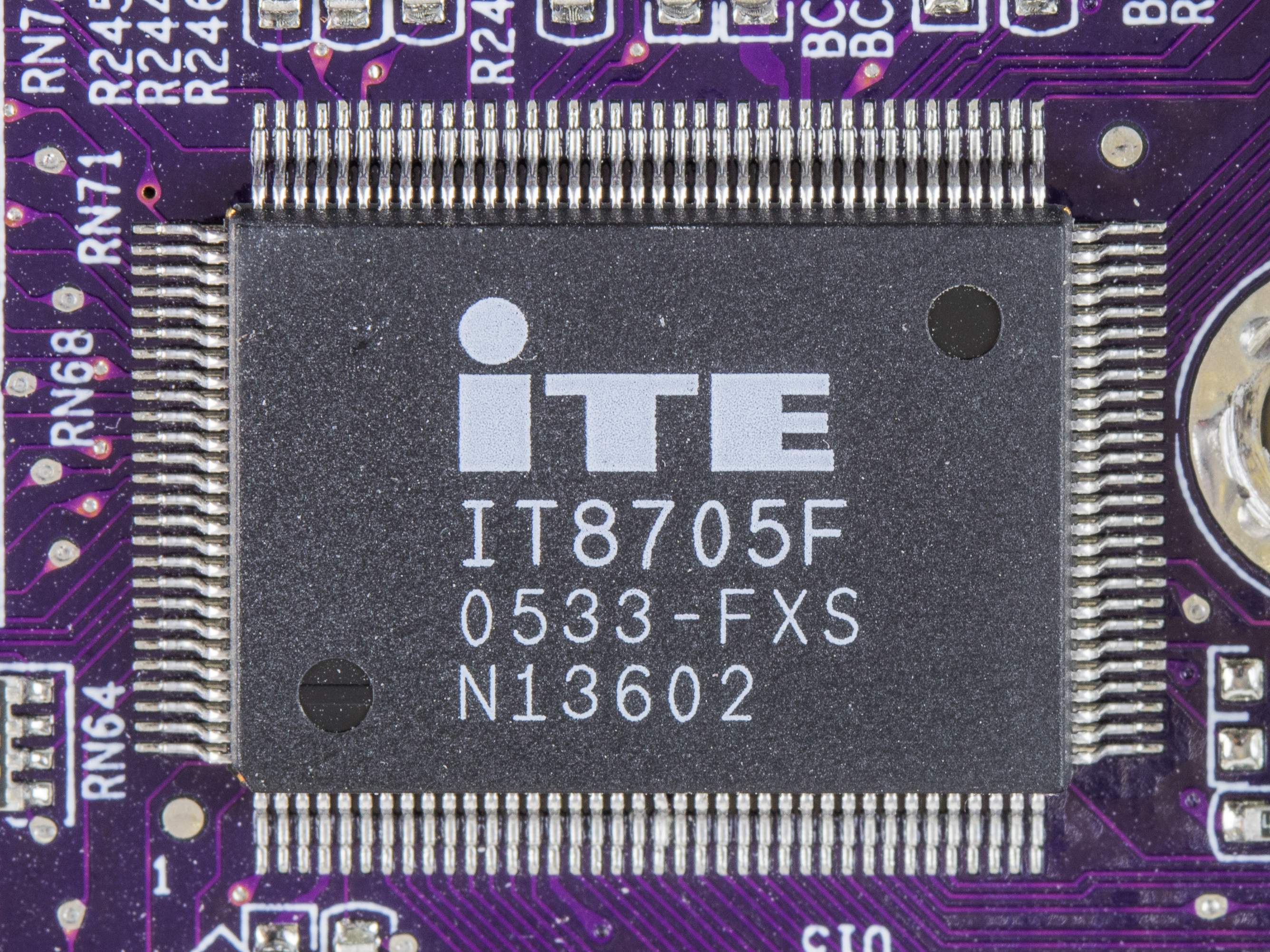
Interface Low Pin Count IT8705F. Envolvido no controle de velocidade de ventoinha, gerenciamento de drive e teclado, leitor de smart cards, interface MIDI e muitas outras tarefas.

O barramento Low Pin Count ou barramento LPC, é usado em PCs para conectar dispositivos com frequência de operação baixa à UCP, tais como a ROM de inicialização e os dispositivos de E/S "herdados" (através de um chip Super I/O). Os dispositivos E/S "legacy" incluem geralmente portas seriais e paralela, teclado, mouse, controlador de disquete e — mais recentemente — o Trusted Platform Module. As conexões físicas do LPC geralmente estão ligadas ao chip southbridge numa placa-mãe de PC.